# The Strange Case of Robert Burnham
The Strange Case of Robert Burnham (o A Strange Case) è un cortometraggio muto del 1916 diretto da Eugene Mullin.

## Produzione
Il film fu prodotto dalla Vitagraph Company of America.

## Distribuzione
Distribuito dalla General Film Company, il film - un cortometraggio in tre bobine - uscì nelle sale cinematografiche statunitensi il 10 giugno 1916.